# Дрімлюга-вилохвіст
Дрімлюга-вилохвіст (Hydropsalis) — рід дрімлюгоподібних птахів родини дрімлюгових (Caprimulgidae). Представники цього роду мешкають в Мексиці, Центральній і Південній Америці.

## Види
Виділяють чотири види:
- Дрімлюга білохвостий (Hydropsalis cayennensis)
- Дрімлюга світлобровий (Hydropsalis maculicaudus)
- Дрімлюга-вилохвіст колумбійський (Hydropsalis climacocerca)
- Дрімлюга-вилохвіст бразильський (Hydropsalis torquata)

## Етимологія
Наукова назва роду Hydropsalis походить від сполучення слів дав.-гр. ὑδρο — вода і ψαλις — ножиці.